# Mathieu Marais
Pour les articles homonymes, voir Marais (homonymie).
Œuvres principales
- Journal et mémoires sur la Régence et le règne de Louis XV
- Lettres

Mathieu Marais, baptisé le 11 octobre 1665 à Paris et mort le 21 juin 1737 dans la même ville, est un juriste français et avocat au Parlement de Paris. Il est connu postérieurement par l'édition de ses Mémoires par Mathurin de Lescures.

## Biographie
Mathieu Marais est né à Paris, dans la rue du Bouloi. Son acte de baptême est daté du 11 octobre 1665 et fut à l'église Saint-Eustache de Paris. En raison de la forte mortalité infantile, on baptisait les nourrissons le jour-même ou quelques jours plus tard. On se permet de donner la veille, soit le 10 octobre, comme date de naissance. Son père est Renault Marais, procureur au Grand Châtelet, et sa mère est Catherine-Françoise Billon. Il a pour parrain et marraine Mathieu Billon, bourgeois parisien (grand-père maternel), et Claude Billon, fille de Guillaume Billon, cirier du roi (supposés cousine et oncle de Marais),. Il est l'aîné des enfants, puisque le 31 octobre 1666 naît Louis-François, seigneur de La Tour ; ce dernier, baptisé à Saint-Eustache, a pour parrain et marraine Jean Berthelot, greffier à la chambre du Châtelet de Paris, et Radegonde Marais (possiblement sœur de Renault), veuve d'Antoine de Rez, écuyez et secrétaire du Roi.
Il passe douze ans chez les jésuites, puis est fait avocat le 22 novembre 1688, avant de prendre sa retraite en 1736. Il termina sa carrière comme bâtonnier, Il fut souvent confonfu avec son homologue (non parent) Jean Marais (ou Marays). Il était surnommé « l'avocat des dames », car il plaidait beaucoup pour ces dernières. Il aspira à l'Académie française. Il aimait beaucoup Jean de La Fontaine dont il avait fait la rédaction d'une Vie. Il fut en relation avec plusieurs personnalités de son temps, dont Nicolas Boileau, le chancelier d'Aguesseau, le cardinal de Polignac, le vicomte Charles-Henri-Gaspard de Saulx de Tavannes, ou encore le financier Samuel Bernard.
Son plus grand ami reste le président Bouhier, à qui il envoie, malade et mourant, une lettre le 1er février 1737, où se trouvent des journaux écrit de sa main ; il lui recommande de les garder dans sa bibliothèque de manuscrits pour que ceux-ci ne tombent pas entre de mauvaises mains. Il aurait contribué au Mercure galant à la critique de Madame de Lambert du Panégyrique de Trajan traduit par M. de Sacy. Ami de Pierre Bayle, il collabora au Dictionnaire historique et critique en rédigeant les articles Henri III, Henri, duc de Guise et Marguerite, reine de Navarre entre autres. Ses obsèques eurent lieu à la même église Saint-Eustache où il fut baptisé. Parmi les soixante prêtres et invités de la procession, il était son frère et Claude Regnault, procureur du roi au bailliage de Saint-Germain (cousin germain).

## Ouvrages et bibliographie

### Écrits de Mathieu Marais
- Journal de Paris, années 1723 à 1727. Manuscrit conservé à la BnF
- Histoire de la vie et des ouvrages de M. de La Fontaine, 1811.
- Journal et mémoires de Mathieu Marais, avocat au Parlement de Paris sur la Régence et le règne de Louis XV, t.1, 1863.
- Correspondance littéraire du président Bouhier n°8 : Lettres de Mathieu Marais (1724-1737), t.1, 1974.

### Dictionnaires biographiques
- Pierre et Firmin Didot, Nouvelle biographie générale, t.33, 1860.
- Louis Gabriel Michaud, Biographie universelle ancienne et moderne, t.26, 1860.
- Auguste Jal, Dictionnaire critique de biographie et d'histoire, 1872.